# Pistolet-pulemet
Pistolet-pulemet (Пистоле́т-пулемёт) significa pistola-metralhadora em Russo. É comum o nome ser usado em relação a uma serie de armas fabricadas pela União Soviética. A(s) letra(s) após o PP na designação da arma são do nome do desenhador. Por exemplo, o "Sh" em PPSh significa Shpagin (Шпагин).

## Variantes
- PPD-40
- PPSh-41
- PPS-43